# خردبوم‌سازگان
خردبوم‌سازگان یا ریزبوم‌سازگان (به انگلیسی: Microecosystem) می‌تواند در مکان‌هایی وجود داشته باشد که دقیقاً توسط عوامل محیطی حیاتی در فضاهای کوچک یا خرد تعریف شده‌اند.
چنین عواملی ممکن است شامل دما، پی‌اچ، محیط شیمیایی، تأمین مواد مغذی، وجود همزیست‌ها یا بسترهای جامد، جو گازی (هوازی یا بی‌هوازی) و دیگر باشد.